# Carl Svedelius (rektor)
Carl Svedelius, född 9 juni 1861 i Mora, Kopparbergs län, död 21 oktober 1951, var en svensk filolog och skolman.
Svedelius blev filosofie kandidat vid Uppsala universitet 1885, filosofie licentiat 1889 och filosofie doktor 1898. Han var lektor i franska och engelska i Luleå 1899–1906 och rektor vid norra realläroverket i Stockholm 1906–1926.
Svedelius var lärare och studieledare för hertiginnorna av Skåne och Södermanland 1890–1896, stadsfullmäktiges ordförande i Luleå 1905–1906, grundläggare av Norrbottens arbetsstugor 1903, medlem av dess centralstyrelse, vice ordförande i direktionen för Sunnerdahls hemskolor på landet 1909–1912 och dess ordförande 1912–1935. Han var medlem av direktionen för Gymnastiska centralinstitutet 1921–1930, ordförande i föreningen Söderhem i Stockholm från 1914, ordförande i Jordbrukare-Ungdomens Förbund 1918–1938, sekreterare i Svenska gymnastik- och idrottsföreningars riksförbund 1925–1933, vice ordförande i Föreningen för skidlöpningens främjande 1914–1943, i Föreningen för befrämjande av skolungdomens vapenövningar från 1916, ordförande och medlem i flera idrotts- och skytteföreningar, en av stiftarna av Nyfilologiska sällskapet i Stockholm 1896 och dess ordförande 1915–1935, inspektor för Solbacka gossläroverk och Solna kommunala mellanskola från 1926, för Stockholms samgymnasium från 1928, för Sofi Almquists samskola 1931–1936, för Stockholms arbetareförenings föreläsningsanstalt från 1924, medlem av styrelsen för föreningen till minne av Oscar I och Josephina 1926–1934. Utöver nedanstående skrifter författade han uppsatser i pedagogiska och sociala frågor i tidskrifter och andra publikationer.
Carl Svedelius var son till bruksägare Gustav Svedelius och Emilia Ulff. Han var brorson till Carl Svedelius och från 1905 gift med Julia Svedelius.